# Пендус (приток Комарицы)
Пендус — река в России, протекает по Вологодской области, в Тотемском районе. Устье реки находится в 0,3 км по правому берегу реки Комарица. Длина реки составляет 11 км.
Исток реки расположен в заболоченных лесах в 40 км восточнее Тотьмы. Пендус течёт на северо-запад по лесистой, заболоченной, ненаселённой местности. Пендус впадает в Комарицу всего в 300 метрах выше места впадения самой Комарицы в Шукшеньгу.

## Данные водного реестра
По данным государственного водного реестра России относится к Двинско-Печорскому бассейновому округу, водохозяйственный участок реки — Северная Двина от начала реки до впадения реки Вычегда, без рек Юг и Сухона (от истока до Кубенского гидроузла), речной подбассейн реки — Сухона. Речной бассейн реки — Северная Двина.
Код объекта в государственном водном реестре — 03020100312103000008749.